# Robert II. (biskup vratislavský)
Robert II. († 1146 nebo 11. dubna 1143) byl osmý biskup vratislavský.
Jako rozmezí vratislavského pontifikátu biskupa Roberta II. se tradičně uvádějí roky 1142 a 1146.
O jeho původu (usuzuje se na románský) a jeho činnosti nejsou konkrétní zprávy. V době jeho pontifikátu byl konventu augustiniánů kanovníků z flanderského Arrouaise předán kostel svatého Vojtěcha ve Vratislavi, vystavěný před rokem 1112 synem palatina Petra Wlostovice Bohuslavem; možná byl biskup Robert členem tohoto řádu.
Na začátku roku 1142 je biskup jménem Robert doložen v Krakově, kam se uchýlil k Vladislavu II. Vyhnanci a kde 20. dubna vysvětil románskou katedrálu svatého Václava na Wawelu. V této katedrále se nachází i jeho hrob a smrt biskupa Roberta je zaznamenána k 11. dubnu 1143. Tyto údaje se obvykle vztahují ke stejnojmennému předchůdci Roberta II., ale slezský medievista profesor Tomasz Jurek argumentuje, že Robert I. zemřel již roku 1140, což by byl rovněž počátek vlády Roberta II. ve Vratislavi. V roce 1142 pak předpokládá jmenování Roberta II. biskupem krakovským a konec pontifikátu ve Vratislavi. Biskupa Roberta zemřelého 11. dubna 1143 pak ztotožňuje s Robertem II.
V mezidobí let 1142 a 1446 je ve Slezsku doložena činnost biskupa jménem Konrád († 2. března 1146): roku 1145 vysvětil hlavní oltář v benediktinském klášteře v Lubinu a jeho smrt zaznamenává tamější nekrologium i nekrologium benediktinského kláštera Panny Marie (svatého Vincence) ve Vratislavi. Prameny však výslovně neuvádějí sídlo jeho diecéze a není jmenován ani v historických posloupnostech vratislavských biskupů.